# Нёйэйзель
Нёйэйзе́ль (фр. Neuhaeusel) — коммуна на северо-востоке Франции в регионе Гранд-Эст (бывший Эльзас — Шампань — Арденны — Лотарингия), департамент Нижний Рейн, округ Агно-Висамбур, кантон Бишвиллер.
Площадь коммуны — 3,05 км², население — 344 человека (2006) с тенденцией к росту: 359 человек (2013), плотность населения — 117,7 чел/км².

## Население
Население коммуны в 2011 году составляло 362 человека, в 2012 году — 361 человек, а в 2013-м — 359 человек.
| 1962 | 1968 | 1975 | 1982 | 1990 | 1999 | 2006 | 2008 | 2011 | 2012 | 2013 |
| ---- | ---- | ---- | ---- | ---- | ---- | ---- | ---- | ---- | ---- | ---- |
| 214  | 210  | 216  | 239  | 269  | 274  | 344  | 352  | 362  | 361  | 359  |

Динамика населения:

## Экономика
В 2010 году из 246 человек трудоспособного возраста (от 15 до 64 лет) 193 были экономически активными, 53 — неактивными (показатель активности 78,5 %, в 1999 году — 77,2 %). Из 193 активных трудоспособных жителей работали 182 человека (97 мужчин и 85 женщин), 11 числились безработными (6 мужчин и 5 женщин). Среди 53 трудоспособных неактивных граждан 8 были учениками либо студентами, 23 — пенсионерами, а ещё 22 — были неактивны в силу других причин.

## Достопримечательности (фотогалерея)

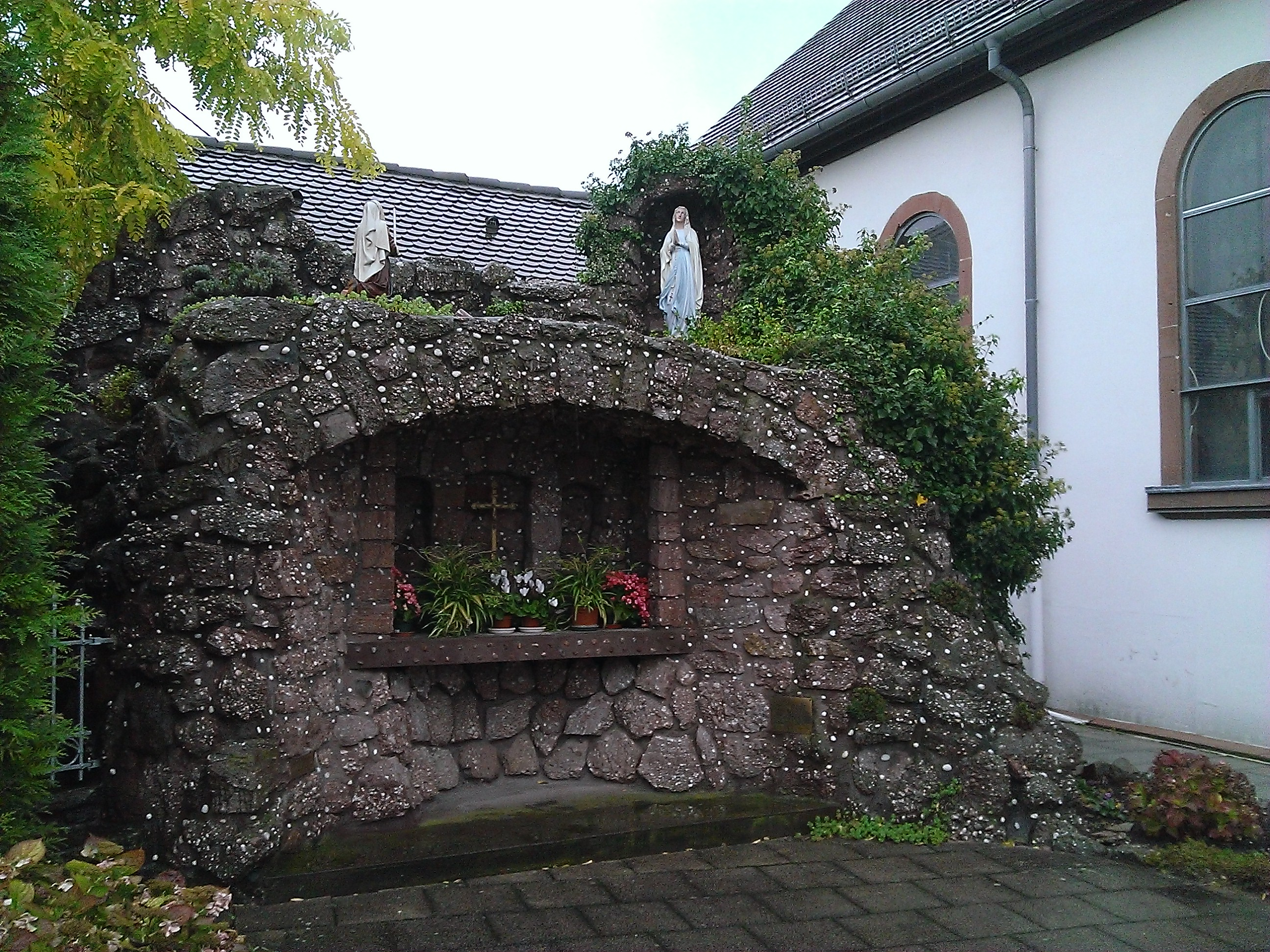
Грот
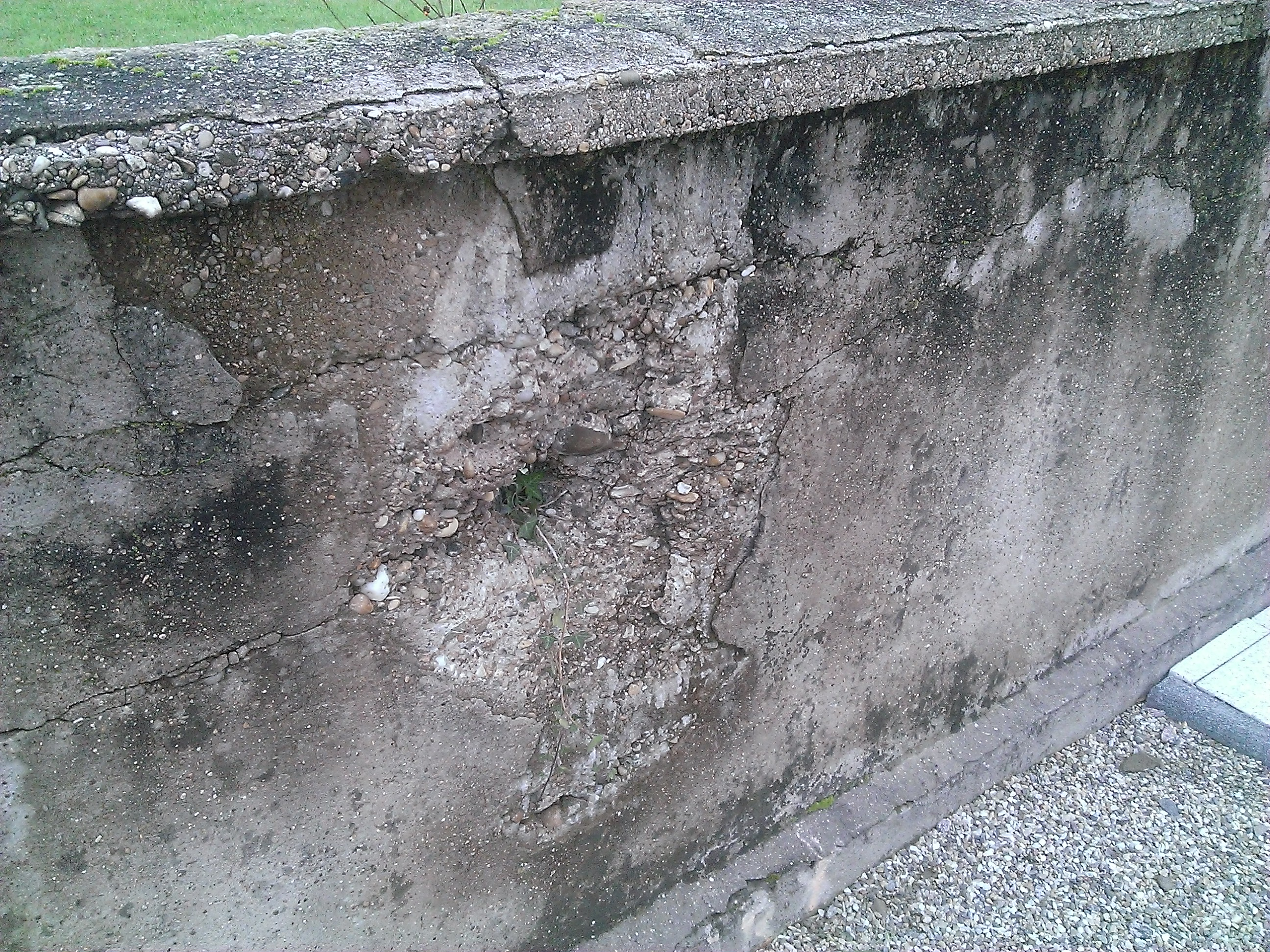
Следы немецких обстрелов на кладбищенской стене